# Alció torotoro
L'alció torotoro (Syma torotoro) és una espècie d'ocell de la família dels alcedínids (Alcedinidae) que habita els boscos de Nova Guinea, illes Raja Ampat, Arxipèlag D'Entrecasteaux i la península del Cap York.